# Male and Female
Male and Female és un drama d'aventures mut estrenat el 1919 dirigit per Cecil B. DeMille i protagonitzat per Gloria Swanson i Thomas Meighan. Els seus temes principals són les relacions de gènere i classes socials. La pel·lícula es basa en l'obra de J. M. Barrie L'admirable Crichton que va ser adaptada per Jeanie MacPherson. Una versió anterior va ser filmada l'any 1918 a Anglaterra amb el títol The Admirable Crichton.

## Argument
Un lord i la seva esposa, acompanyats del majordom i la donzella, fan un creuer de plaer al iot d'un amic. Però desgraciadament naufragaran, i la convivència forçada en una illa deserta fa que les barreres de classe social caiguin, i les persones es donin a conèixer tal com són.

## Repartiment
- Thomas Meighan: William Crichton
- Gloria Swanson: Lady Mary Lasenby
- Theodore Roberts: Lord Loam
- Raymond Hatton: Honorable Ernest 'Ernie' Wolley
- Robert Cain: Lord Brockelhurst
- Lila Lee: Tweeny
- Bebe Daniels: La favorita del rei
- Julia Faye: Susan
- Rhy Darby: Lady Eileen Duncraigie
- Mildred Reardon: Lady Agatha 'Aggie' Lasenby
- Mayme Kelso: Lady Brockelhurst
- Edmund Burns: Treherne
- Henry Woodward: McGuire
- Sydney Deane: Thomas
- Lillian Leighton: Mrs. Perkins
- Mayme Kelso: Lady Brockelhurst